# Campionato Italiano 1958
Campionato Italiano 1958 – pierwszy sezon Campionato Italiano – rozgrywanych według przepisów Formuły Junior mistrzostw Włoch.

## Kalendarz wyścigów
Źródło: formula2.net
| Runda | Data        | Tor        | Pole position    | Najszybsze okrążenie       | Zwycięzca (kierowcy) | Zwycięzca (zespoły) |
| ----- | ----------- | ---------- | ---------------- | -------------------------- | -------------------- | ------------------- |
| 1     | 25 kwietnia | Monza      | Giovanni Alberti | Roberto Lippi              | Roberto Lippi        | Scuderia Bardahl    |
| 2     | 1 maja      | Vallelunga | ?                | Roberto Lippi              | Roberto Lippi        | Scuderia Bardahl    |
| 3     | 22 czerwca  | Vallelunga | ?                | Roberto Lippi              | Roberto Lippi        | Scuderia Bardahl    |
| 4     | 29 czerwca  | Monza      | ?                | Roberto Lippi Luigi Nobile | Luigi Nobile         | Luigi Nobile        |
| 5     | 14 września | Salerno    | ?                | Roberto Lippi              | Carmelo Genovese     | Carmelo Genovese    |
| 6     | 28 września | Modena     | ?                | Carmelo Genovese           | Roberto Lippi        | Scuderia Bardahl    |

## Klasyfikacja kierowców
Źródło: formula2.net
| Legenda oznaczeń w tabelach wyników Wyświetl szablon na nowej stronie | Legenda oznaczeń w tabelach wyników Wyświetl szablon na nowej stronie                                                                     |
| Oznaczenie                                                            | Wyjaśnienie |
| --------------------------------------------------------------------- | --- |
| Złoty                                                                 | Zwycięzca lub mistrzostwo |
| Srebrny                                                               | 2. miejsce lub wicemistrzostwo |
| Brązowy                                                               | 3. miejsce lub II wicemistrzostwo |
| Zielony                                                               | Ukończył, punktował (w klasyfikacji generalnej, gdy zdobył co najmniej jeden punkt na przestrzeni sezonu, poza trzema powyższymi opcjami) |
| Niebieski                                                             | Ukończył, nie punktował (w klasyfikacji generalnej, gdy nie zdobył co najmniej jednego punktu na przestrzeni sezonu)                      |
| Czerwony                                                              | Nie zakwalifikował się (NZ) |
| Czerwony                                                              | Nie prekwalifikował się (NPK) |
| Różowy                                                                | Nie ukończył (NU) |
| Różowy                                                                | Niesklasyfikowany (NS) (w klasyfikacji generalnej, gdy nie został sklasyfikowany w żadnym wyścigu sezonu)                                 |
| Czarny                                                                | Zdyskwalifikowany (DK) |
| Czarny                                                                | Wykluczony (WYK/EX) |
| Biały                                                                 | Nie wystartował (NW) |
| Biały                                                                 | Kontuzjowany (K/INJ) |
| Biały                                                                 | Wyścig odwołany (OD/C) |
| Bez koloru                                                            | Został wycofany (WYC/WD) |
| Bez koloru                                                            | Nie przybył (NP/DNA) |
| Bez koloru                                                            | Nie brał udziału w treningach (NT/DNP) |
| Bez koloru                                                            | Nie został zgłoszony (–) |
| Pogrubienie                                                           | Start z pole position |
| Kursywa                                                               | Najszybsze okrążenie wyścigu |
| †                                                                     | Nie ukończył, ale jego rezultat został zaliczony ze względu na przejechanie więcej niż 90% dystansu wyścigu.                              |
| *                                                                     | Sezon w trakcie |
| 1/2/3                                                                 | Punktowana pozycja w sprincie kwalifikacyjnym                                                                                             |
| Lista systemów punktacji Formuły 1                                    | |

| Poz. | Kierowca             | Zespół               | MNZ | VAL | VAL | MNZ | SLR | MOD | Punkty |
| ---- | -------------------- | -------------------- | --- | --- | --- | --- | --- | --- | ------ |
| 1    | Roberto Lippi        | Scuderia Bardahl     | 1   | 1   | 1   | 2   | 3   | 1   | 37     |
| 2    | Luigi Nobile         | Luigi Nobile         | -   | -   | NW  | 1   | 2   | NU  | 14     |
| 3    | Berardo Taraschi     | Berardo Taraschi     | 2   | 2   | 3   | NU  | -   | NU  | 11     |
| 4    | Carmelo Genovese     | Carmelo Genovese     | -   | -   | -   | -   | 1   | 5   | 10     |
| 5    | Gastone Zanarotti    | Gastone Zanarotti    | -   | -   | -   | 3   | -   | 2   | 10     |
| 6    | Carlo Coppo          | Carlo Coppo          | 3   | 5   | -   | 5   | -   | NU  | 6      |
| 7    | Luigi de Sanctis     | Luigi de Sanctis     | -   | -   | 2   | -   | -   | -   | 4      |
| 7    | Giuseppe Dejoanna    | Giuseppe Dejoanna    | -   | -   | -   | -   | -   | 3   | 4      |
| 9    | Dino Montevago       | Dino Montevago       | -   | -   | -   | 4   | -   | -   | 3      |
| 9    | Agostino Zanetti     | Agostino Zanetti     | -   | -   | NW  | NU  | 4   | NU  | 3      |
| 9    | Raffaele Cammarota   | Raffaele Cammarota   | -   | -   | -   | -   | -   | 4   | 3      |
| 9    | Sergio Gasparino     | Sergio Gasparino     | 5   | -   | -   | -   | -   | -   | 3      |
| 13   | Lucio de Sanctis     | Lucio de Sanctis     | -   | -   | -   | -   | 5   | NU  | 2      |
| NS   | Giovanni Alberti     | Scuderia Bardahl     | 4   | 3   | -   | -   | -   | -   | 0      |
| NS   | Giorgio di Nepi      | Scuderia Bardahl     | -   | -   | 4   | 11  | -   | -   | 0      |
| NS   | Bruno Patriarca      | Bruno Patriarca      | -   | 4   | -   | -   | -   | -   | 0      |
| NS   | Aquilino Branca      | Aquilino Branca      | -   | -   | -   | 6   | -   | -   | 0      |
| NS   | Fernando Natella     | Fernando Natella     | -   | -   | -   | -   | 6   | -   | 0      |
| NS   | Giuseppe Giambertone | Giuseppe Giambertone | -   | -   | -   | -   | -   | 6   | 0      |
| NS   | Antonio Mantori      | Antonio Mantori      | -   | -   | -   | 7   | -   | NU  | 0      |
| NS   | Angelo Caleppa       | Angelo Caleppa       | -   | -   | -   | -   | -   | 7   | 0      |
| NS   | Jacques Degonse      | Jacques Degonse      | -   | -   | -   | 8   | -   | -   | 0      |
| NS   | Marc Cayré           | Marc Cayré           | -   | -   | -   | 9   | -   | -   | 0      |
| NS   | René Abbal           | René Abbal           | -   | -   | -   | 10  | -   | -   | 0      |
| NS   | Adrien Bec           | Adrien Bec           | -   | -   | -   | NU  | -   | -   | 0      |
| NS   | Luigi Bettiol        | Luigi Bettiol        | -   | -   | -   | -   | -   | NU  | 0      |
| NS   | Gino Fracchioni      | Gino Fracchioni      | -   | -   | -   | -   | -   | NU  | 0      |
| NS   | Luciano Gramegna     | Luciano Gramegna     | -   | -   | -   | -   | -   | NU  | 0      |
| NS   | Gino Munaron         | Gino Munaron         | -   | -   | -   | -   | -   | NU  | 0      |